# Децентралізоване планування (економіка)
Децентралізовано-планова (іноді горизонтально-планова) економіка — тип економічної системи, заснованої на децентралізованому економічному плануванні, в якому процес прийняття рішень розподіляється між різними економічними агентами або локалізований у виробничих одиницях. Децентралізоване планування проводиться, коли економічна інформація агрегується і використовується для розробки плану розподілу виробництва, інвестицій та ресурсів центральним органом, на відміну від централізованого планування.
Децентралізоване планування може формуватися на основі змішаної економіки, так і на посткапіталістичній економічній системі.
Зазвичай це передбачає певну форму демократичного прийняття рішень в рамках економіки або всередині фірм, у формі економічної демократії або промислової демократії. Як альтернативний варіант різні економісти й фахівці в області комп'ютерних технологій запропонували використовувати комп'ютерні або керовані комп'ютером форми децентралізованої координації між економічними підприємствами.
Нещодавно децентралізоване економічне планування почало позначатися терміном «планування на основі участі», щоб підкреслити кооперативний і демократичний характер цієї системи й протиставити її централізованому плануванню, пов'язаного з колишнім СРСР. Прихильники представляють децентралізоване і засноване на широкій участі економічне планування як альтернативу ринковому соціалізму для посткапіталістичного суспільства.
Децентралізоване планування було запропоновано як основу для соціалізму і було підтримано демократичними соціалістами й анархістами, які виступають за неринкову форму соціалізму, відкидаючи при цьому централізоване планування радянського типу. Деякі автори (наприклад, Робін Кокс) стверджували, що децентралізоване планування дозволяє створити спонтанно самокеровану систему управління запасами (яка базується виключно на розрахунках в натуральних показниках), і що рішуче дає відповідь запереченням, викликаним аргументом економічного розрахунку, згідно з яким будь-яка великомасштабна економіка повинна обов'язково вдаватися до системи ринкових цін.

## Моделі

### Кібернетика
Для соціалістичних економік запропоновано використання комп'ютерів для оптимальної координації виробництва. Економіст Оскар Ланге стверджував, що комп'ютер ефективніший, ніж ринковий процес, при вирішенні безлічі одночасних рівнянь, необхідних для ефективного розподілу економічних витрат (або з точки зору фізичних величин, або грошових цін).
Чилійський проєкт в області планової економіки з комп'ютерним управлінням 1970 року Кіберсін, був ініційований соціалістичним урядом Сальвадора Альєнде у спробі перейти до децентралізованого планування з експериментальним компонентом Кіберфолку.

### Узгоджена координація
Економіст Пет Девайн створив модель координації під назвою «узгоджена координація», яка заснована на соціальній власності тих, хто постраждав від використання активів, з рішеннями, прийнятими тими, хто на самому локалізованому рівні виробництва.

### Планування
Структура планування децентралізованої планової економіки, як правило, ґрунтується на раді споживачів і раді виробників (або спільно — на дистриб'юторському кооперативі), який іноді називають споживчим кооперативом. Виробники й споживачі або їхні представники домовляються про якість і кількість виробленої продукції. Ця структура займає центральне місце в партисипативній економіці, гільдійському соціалізмі  й економічних теоріях, пов'язаних з анархізмом.

## Підтримка і втілення
Децентралізоване планування було особливістю соціалістичної й анархічної економіки. Варіації децентралізованого планування охоплюють економіку за участю населення, економічну демократію і промислову демократію, і їх заохочують різні політичні групи, в першу чергу лібертарні соціалісти, марксисти, анархісти та демократичні соціалісти.
Під час Іспанської революції 1936 року деякі території, де був поширений анархічний і соціалістичний вплив через НКП і ЗСТ, особливо в сільських районах, функціонували на основі децентралізованого планування, що нагадує принципи, викладені Дієго Абадом де Сантільяном в його книзі «Після революції».